# Saint-Martin-le-Pin
 Saint-Martin-le-Pin  (en occitano Sent Martin lo Pench) es una población y comuna francesa, situada en la región de Aquitania, departamento de Dordoña, en el distrito de Nontron y cantón de Nontron.

## Demografía
| 394 | 405 | 311 | 292 | 303 | 305 |
| Para los censos de 1962 a 1999 la población legal corresponde a la población sin duplicidades (Fuente: INSEE [Consultar]) |     |     |     |     |     |